# Discocactus catingicola
Discocactus catingicola es una especie de planta suculenta perteneciente al género Discocactus, dentro de la familia Cactaceae. Es endémica de Brasil (concretamente desde el este del estado de Goiás hasta el centro de Bahía).

## Descripción
Discocactus catingicola es una especie de cactus pequeño que crece de forma solitaria y no forma grupos por desplazamiento. Los tallos miden de 3 a 9 cm de alto y de 8 a 20 cm de diámetro. Tienen forma globular aplanada, su epidermis es de color verde oliva oscuro y tienen las raíces ramificadas.
Presentan de 9 a 13 costillas bien definidas, dispuestas de forma vertical o ligeramente en espiral y divididas en tubérculos no achatados. Sobre ellos se asientan areolas por encima del nivel del suelo (de 3 a 6 por costilla), de forma ovalada a elongada. Aparecen hundidas y miden de 3 a 9 mm de largo y de 2 a 8 mm de ancho.
Las espinas son de color amarillo a gris, aunque a veces presentan bandas transversales más oscuras. Son rectas o ligeramente curvadas hacia arriba o hacia abajo y redondeadas o aplanadas en sección transversal. Suelen poseer una única espina central (que puede faltar) de 0,8 a 2 cm de largo y de 3 a 10 espinas radiales de 0,2 a 3,6 cm de longitud.

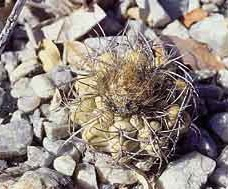
Detalle del cefalio

En el ápice de las planta adultas se forma una estructura lanosa llamada cefalio, el cual mide de 2 a 7,5 cm de altura y de 0,5 a 4,5 cm de diámetro. Está compuesto por lana blanca y en su margen presenta algunas cerdas con colores grises o negros de 1,5 a 5 cm de longitud. Esta estructura protege el extremo apical más sensible de la planta, tanto de las incidencias del frío nocturno como de las radiaciones ultravioletas demasiado intensas. Además, se cree que este cefalio tiene una función de atracción de polinizadores, ya que incluso antes de aparecer las flores suelen ser muy vistosos.
Las flores son blancas, de aroma dulce (fragantes) y tienen forma tubular. Surgen en el borde del cefalio, se abren por la noche y son polinizadas por polillas. Miden de 4,8 a 7 cm de largo y de 3,5 a 6 cm de diámetro, y los botones florales son de color verde oliva. Su pericarpelo (ovario) aparece desnudo en la base y está cubierto de escamas desnudas en sus axilas superiores. El tubo floral (receptáculo) es delgado, de color blanco con las puntas verde oliva claro y con escamas carnosas. Los segmentos internos del perianto miden unos 1,6 a 2,5 cm de largo y son de color blanco, y los externos, miden de 1,6 a 3 cm de longitud y también son blancos.

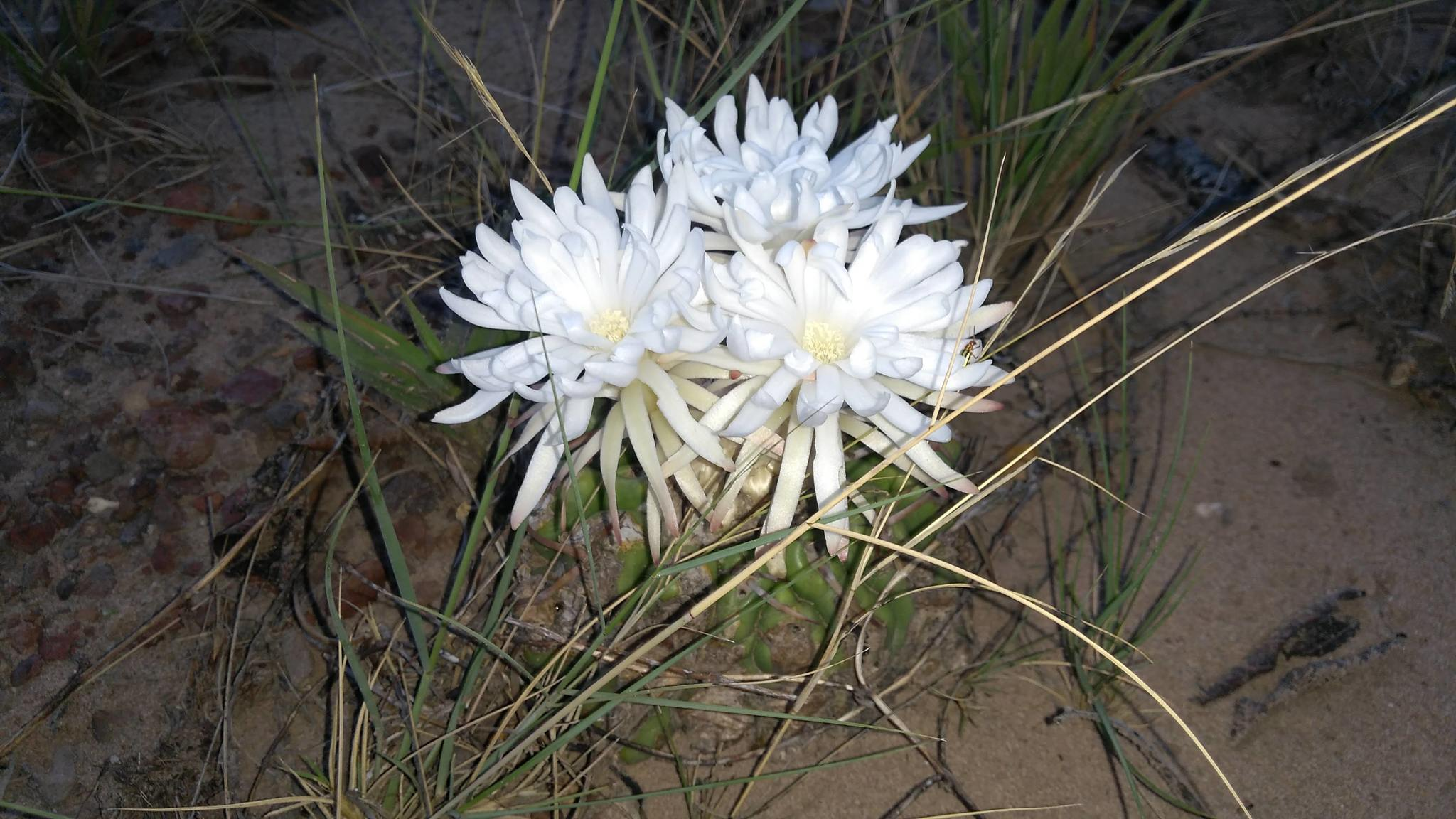
Detalle de las flores

Los estambres tienen filamentos de 0,5 a 1,7 cm de largo, con anteras amarillas de 1 a 2,5 mm. El estilo mide de 3,6 a 4,5 cm de largo y el estigma presenta de 4 a 6 lóbulos. En su interior contiene óvulos dispuestos en haces de 1 a 5, con funículos desnudos.
Los frutos son de color blanco a verde en el ápice y tienen forma de maza. Cuando están maduros se abren por una hendidura vertical y conservan restos florales persistentes. Miden de 6 a 8 cm de largo y de 2,5 a 4,5 cm de ancho. En su interior contienen semillas negras brillantes y de forma ovalada. Miden de 1,1 a 2 mm de largo y tienen una testa con numerosos tubérculos en forma de pezones.

## Distribución y hábitat

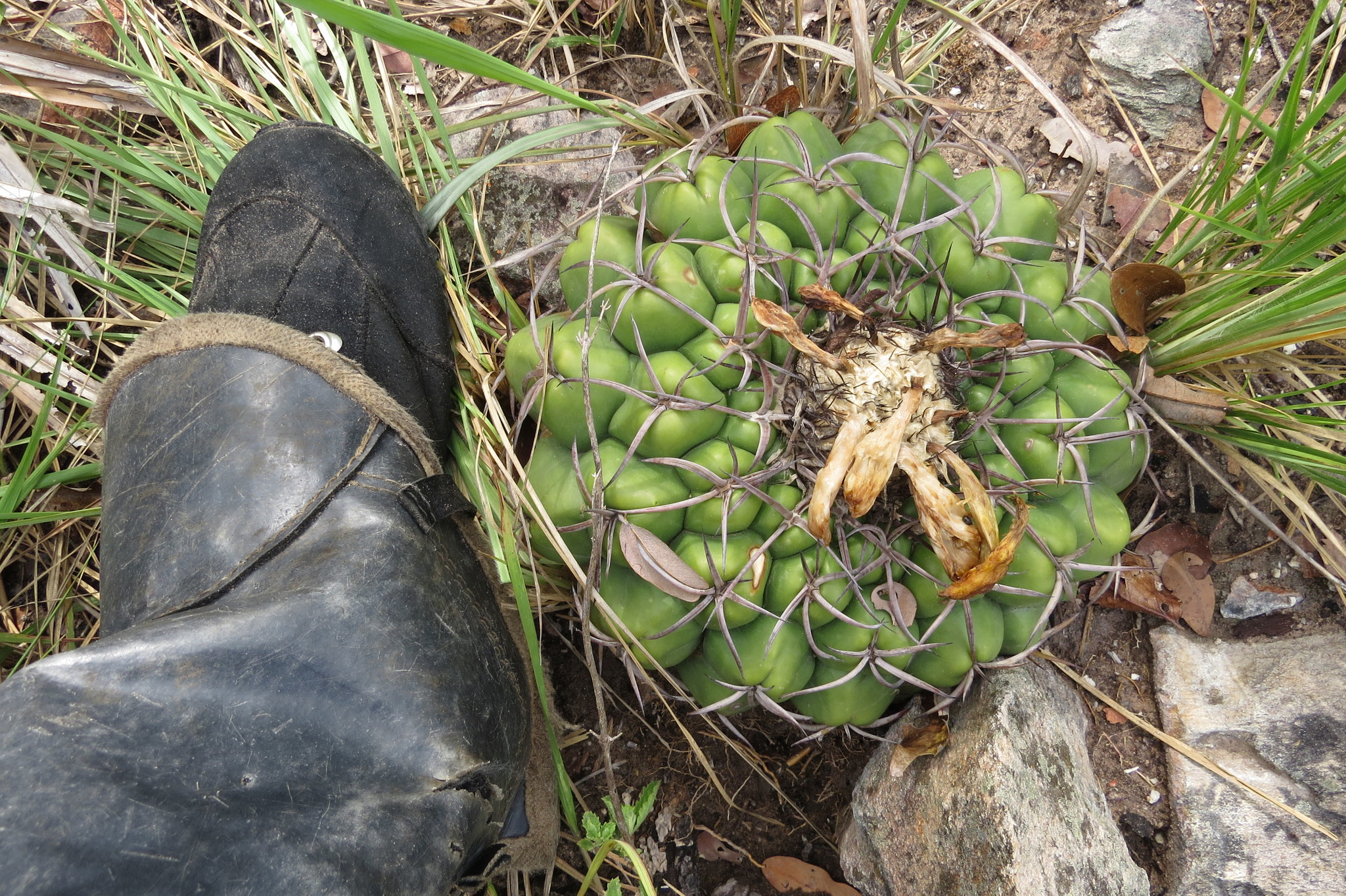
Planta en su hábitat

El área de distribución nativa de esta especie es Brasil (concretamente desde el este del estado de Goiás hasta el centro de Bahía) y crece principalmente en el bioma tropical estacionalmente seco, a elevaciones de 450 a 700 metros sobre el nivel del mar.
Habita en suelos arenosos expuestos o rocosos, generalmente cerca de ríos.

## Taxonomía
Discocactus catingicola fue descrita por los botánicos neerlandeses Albert Frederik Hendrik Buining y A.J. Brederoo y publicada por primera vez en la revista científica Kakteen und andere Sukkulenten 25: 265 en 1974.

Etimología
- Discocactus: nombre genérico formado a partir de las palabras griegas diskos (que significa 'disco', en el sentido de 'plano') y kaktos (que significa 'cardo' o 'planta espinosa'), haciendo referencia al carácter discoidal y aplanado de la mayoría de sus especies.[5]
- catingicola: epíteto específico latino que significa 'habitante de Caatinga' (a veces escrita Catinga), una región desértica de arbustos espinosos en el noreste de Brasil.[6]

## Estado de conservación

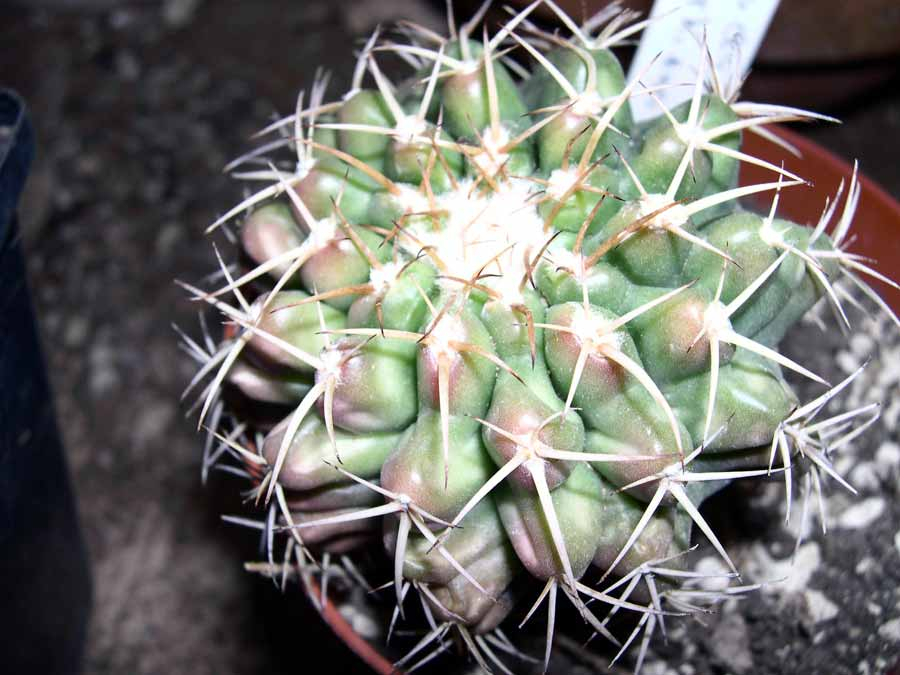
Cultivo en maceta

En la Lista Roja de Especies Amenazadas de la UICN, la especie está clasificada como de “Preocupación Menor (LC)”, ya que es uno de los cactus más comunes de su género.
Las principales amenazas que sufre la especie se deben al deterioro y pérdida del hábitat por efecto de la agricultura a gran escala de soja, algodón y eucalipto.

## Usos
Se cultiva principalmente como planta ornamental y su propagación se realiza normalmente a través de semillas o injertos. De hecho, debido a su lento crecimiento, las plántulas jóvenes suelen injertarse sobre portainjertos más vigorosos.